# Iwogumoa sparus
Iwogumoa sparus är en spindelart som först beskrevs av Dankittipakul, Chami-Kranon och Wang 2005.  Iwogumoa sparus ingår i släktet Iwogumoa och familjen mörkerspindlar.
Artens utbredningsområde är Thailand. Inga underarter finns listade i Catalogue of Life.